# Stilovi vodstva
Stilovi vodstva mogu se definirati kao specifičan način ponašanja menadžera u okviru radnog procesa koji utječu na rezultate rada u određenoj organizaciji.
Vodstvo je vrlo važna funkcija menadžmenta koja se tiče međuljudskih aspekata, a podrazumijeva komunikaciju, motiviranje, stilove vođenja te razumijevanje ponašanja i stavova pojedinaca i skupina.
U gospodarstvu voditi znači utjecati na ljude kako bi pridonijeli organizaciji i skupnim ciljevima. 

## Vrste stilova

### Generički stilovi na bazi autoriteta

#### Autokratski
- vođa zapovijeda i očekuje pokoravanje
- vodi uz pomoć davanja ili ustezanja nagrada i kazni
- delegira i donosi odluke bez pitanja podređenog za mišljenje
- brzo donosi odluke
- jednosmjerni kanali komunikacije

#### Demokratski
- vođa konzultira podređene i traži mišljenje o predloženim akcijama
- nastoji potaknuti sudjelovanje podređenih u procesu odlučivanja
- dvosmjerna komunikacija

#### Slobodni stil iliLaissez faire
- vođa moć koristi u vrlo maloj mjeri
- podređeni imaju visok stupanj neovisnosti
- vođe svoju ulogu vide u pomaganju rada podređenih kroz snabdjevanje informacijama i kao veza s vanjskim okruženjem

### Likertov sustav

#### Ekstremno autoritativni
- menadžer je izrazito autokratski orijentiran
- ima malo povjerenja u podređene
- motivira strahom i kaznama, a samo povremeno nagrađuje

#### Benevolentno autoritativni
- menadžer ima određeno povjerenje u podređene
- motivira nagradom, tek ponekad strahom i kaznama
- usvaja neke ideje i mišljenja podređenih, dopušta komunikaciju prema gore
- uz sve to ima čvrstu kontrolu u svojim rukama

#### Konzultativni
- menadžer ima veliko, ali ne i potpuno povjerenje u podređene
- nastoji iskoristiti ideje i mišljenja podređenih
- menadžer donosi osnovne politike i općenite odluke, dok donošenje specifičnih odluka dopušta na nižim razinama
- motivira nagradama i participacijom, rijetko kaznom

#### Participativno skupni
- menadžer ima potpuno povjerenje u podređene
- konstruktivno koriste ideje i mišljenje podređenih
- daju ekonomske nagrade na temelju participacije
- menadžer je uključen u komunikaciju prema gore, prema dolje i bočno

### Upravljačka mreža
1. osiromašeno upravljanje
2. timski menadžeri
3. upravljanje lokalnog kluba
4. autokratski menadžeri zadatka
5. osrednje brige

### Kontinuum vodstva
Kontinuum vodstva je moderni pristup vodstvu i on je mješavina različitih stilova. Prikladnost nekog stila ovisi o vođi, sljedbenicima i situaciji.

## Izbor stila
Izbor stila ovisi o :
- karakteristikama vođe
- silama koje dolaze od podređenih
- silama koje definiraju situaciju